# Філадельфійський оркестр
39°56′48″ пн. ш. 75°09′56″ зх. д. / 39.94669722° пн. ш. 75.16559722° зх. д.
Філадельфійський оркестр (англ. Philadelphia Orchestra) — американський симфонічний оркестр, що базується в Філадельфії. Традиційно відноситься до «Великої П'ятірки» оркестрів США.
Його розквіт пов'язаний з багаторічною роботою двох видатних диригентів — Леопольда Стоковського і Юджина Орманді, що керували колективом у сумі протягом 68 років. Знаменні сторінки в історії оркестру — перший оркестровий електронний аудіозапис в 1925 році, перша серед оркестрів США національна телевізійна трансляція (1948, компанія CBS), перші гастролі американського оркестру в комуністичному Китаї (1973), перша пряма трансляція великого оркестру в Інтернеті (1997). Протягом сезону (з вересня по травень) Філадельфійський оркестр дає близько 130 концертів.